# Piaroas
Los hüottüja (también transcrito como wötüja o wotjuja), conocidos externamente como piaroas, son un pueblo indígena que habita la región del alto y medio río Orinoco, así como las riberas de sus principales afluentes en los estados Amazonas y Bolívar, en el sur de Venezuela. También hay presencia minoritaria en zonas fronterizas de Colombia. Según los censos oficiales, su población supera actualmente las 20.000 personas. Aunque el término “piaroa” se ha generalizado en la literatura etnográfica, es un exónimo; el nombre autodenominado hüottüja refiere en su lengua al linaje humano como parte de un sistema relacional entre personas, espíritus y seres de la selva. También han sido documentadas otras denominaciones asociadas a dialectos o registros históricos, como wotiheh, ohothuha, wóthuha o de’arwa.

## Características
La cultura material y económica de los hüottüja (piaroa) refleja una adaptación al ecosistema amazónico, con patrones típicos del área cultural, caracterizados por la autosuficiencia, la reciprocidad y una alta especialización en tecnologías tradicionales vinculadas al entorno de la selva.

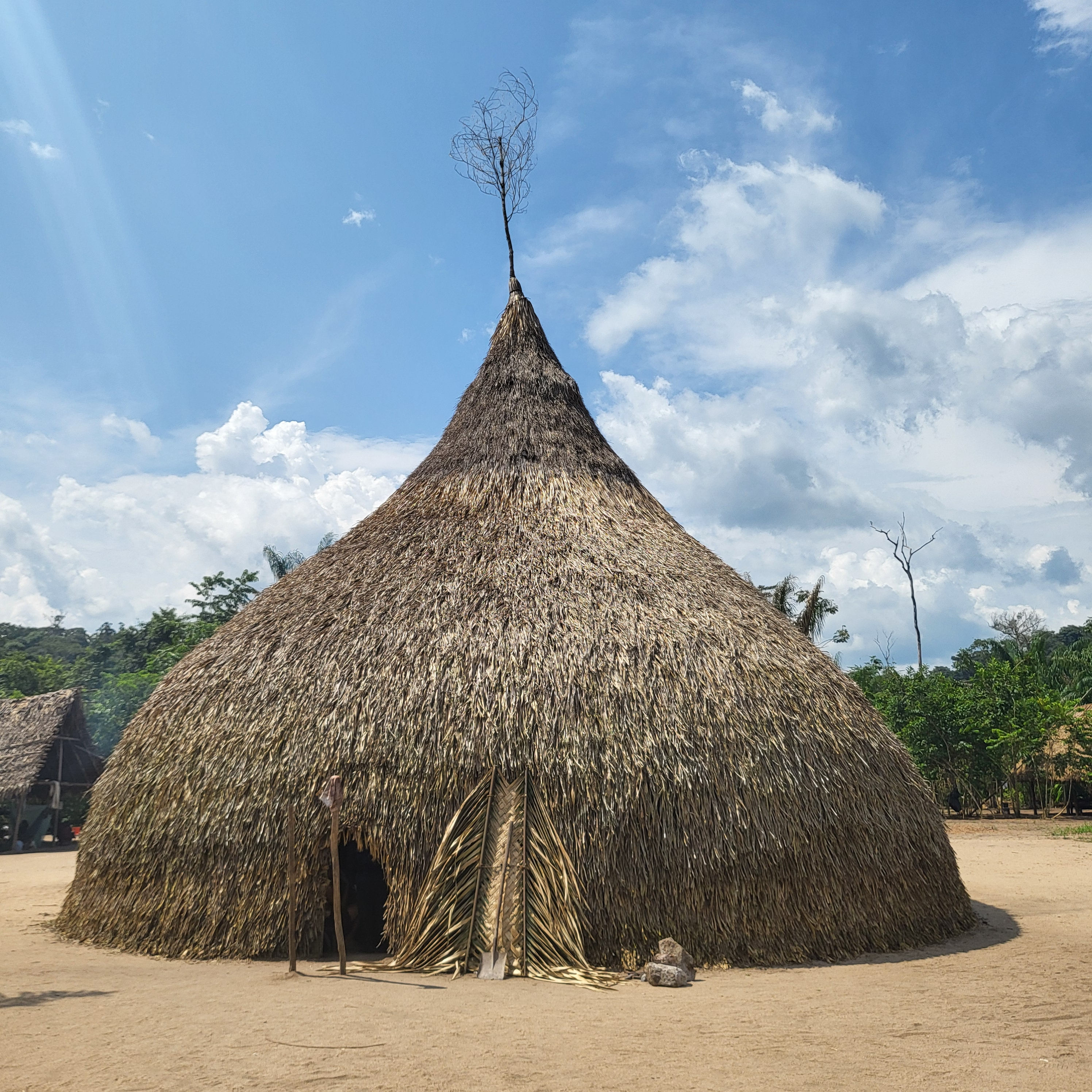
Rufino Antonio Pónare’s churuata in Diyocoy, Amazonas, Venezuela.

### Producción
Su subsistencia está basada en un sistema de cultivo rotativo (coivara), la pesca fluvial, la cacería con cerbatana y trampas, así como la recolección de frutos silvestres y microfauna comestible como orugas, larvas, bachacos, termitas, cicadas y lombrices.
Además de la obtención directa de alimentos, los hüottüja desarrollan una compleja manufactura artesanal: canastos, alfarería, utensilios de madera, pinturas vegetales, tejidos, mecates, antorchas, collares, cerbatanas, máscaras, gomas y totumas, todos fabricados con materias primas locales. Esta producción forma parte de una economía simbólica y utilitaria que integra arte, espiritualidad y funcionalidad.
Muchos de estos bienes —incluyendo objetos rituales, resinas aromáticas (como la caraña), pigmentos y adornos— circulan a través de redes de intercambio intercomunitario, en las que también obtienen productos industrializados como anzuelos, machetes, telas o mostacilla.
Por otro lado, las comunidades hüottüja que habitan cerca de centros poblados como Puerto Ayacucho participan activamente en circuitos de intercambio con la población criolla, proveyendo alimentos y derivados de la yuca amarga como el mañoco, casabe, catara y almidón, lo que les ha permitido mantener cierta autonomía económica sin romper con sus principios culturales.

### Cultura de los piaroas

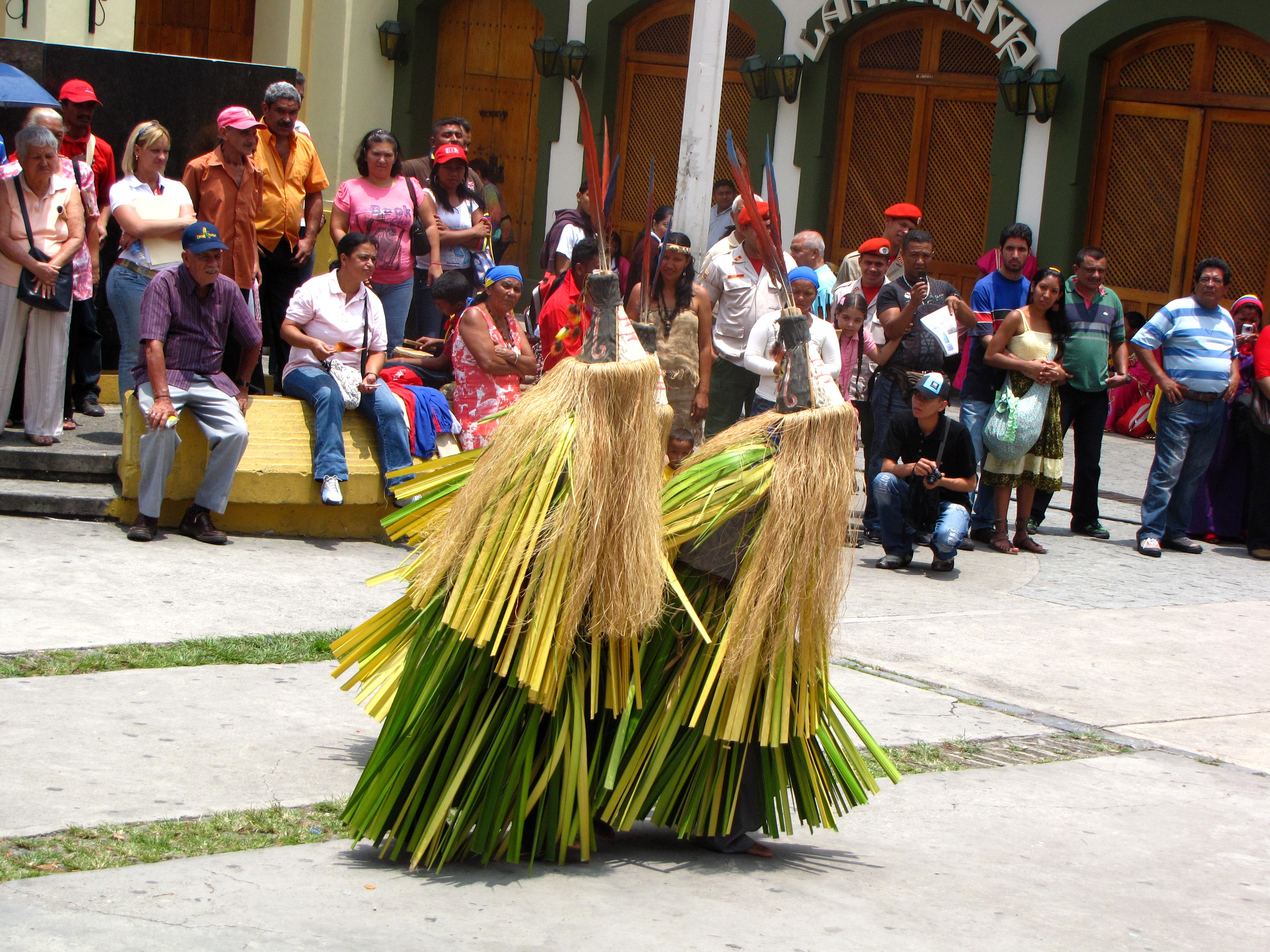
Danza piaroa

El reducto más puro de la cultura tradicional piaroa se encuentra en el Alto Cuao del estado Amazonas, zona de acceso difícil con una topografía muy accidentada y cubierta por una capa densa de bosque. Allí, mantienen formas culturales relativamente autóctonas, tales como: asentamiento disperso y seminómada, una tecnología antigua de fabricación los artefactos tradicionales. Sostienen la economía de subsistencia, una red de microcircuitos de intercambios comerciales entre comunidades vecinas y la cosmovisión autóctona. También mantienen elementos de su cultura material como los guayucos blancos de algodón adornados, casas comunitarias de forma cónico-elíptica con techos de palma que llegan hasta el suelo, cerbatanas con flechas humedecidas con curare, pinturas vegetales, embarcaciones monóxilas y canaletes.
La cultura actual de los piaroa es producto del mestizaje de los sobrevivientes de otros grupos indígenas que habitaban su actual territorio y que por un efecto de gravitación demográfica se concentraron y mezclaron con los grupos montañeses de piaroa, quienes habían logrado resistir mejor los efectos despobladores de la colonización. gracias a su dispersión y al difícil acceso de sus territorios. Por ello, uno de los perfiles más resaltantes de su conformación sociocultural es la mezcla de rasgos, que en algún momento debieron pertenecer a grupos desaparecidos de su actual territorio como los maipuri, los avani, los sereu, los mabu, lo quiruba y los atures, entre otros.
Otros piaroas que han migrado río abajo son más transculturizados. Estos viven en comunidades nucleadas y sedentarias, han adoptado vestimentas no tradicionales, están integrados a los mercados regionales, tienen contactos frecuentes con los pueblos criollos y han adoptado religiones occidentales.
Los piaroas se consideran socios comerciales confiables del Amazonas venezolano cuya actividad es un rasgo definitorio de la sociología de este grupo. Sin embargo, la actividad comercial que antes era extremadamente diversificada e incluía bienes de distintos renglones como instrumentos de trabajo, alimentos, ornamentos, bienes rituales, resinas y colorantes, se ha limitado a los bienes agrícolas requeridos por las poblaciones criollas. Una buena proporción de frutas y subproductos de la yuca consumidos en Puerto Ayacucho llegan gracias al comercio con los piaroa.

### Organización social
Un hecho que resalta de los piaroas es su negación absoluta al ejercicio de la violencia física o verbal. Severos en su autocontrol (cuando no median factores perturbadores como el alcohol), rigurosos y disciplinados, se horrorizan de aquel que no es capaz de domesticar sus emociones. Por ello, frente a las destemplanzas tienden a huir temerosos del peligro representado por el descontrol. El homicidio es desconocido debido a la creencia de que quien lo comete muere inmediatamente en horribles condiciones.
Los piaroa también son notables por lo igualitario de sus sociedades, que algunos científicos describen como anarquistas. Estos ponen un gran valor en la autonomía y libertad individuales y son conscientes de la importancia de asegurar que nadie esté bajo las órdenes de alguien más. Para esto también se preocupan de que nadie tome control sobre recursos socioeconómicos que permitan limitar la libertad de otros. La jerarquía de los piaroas es modesta y a pesar de que los líderes comunales siempre son hombres, algunos expertos llegan incluso a dudar del dominio masculino sobre los habitantes.

## Idioma
Los piaroas hablan su propio idioma, que hace parte de la familia sáliba. En los últimos tiempos se ha desarrollado un sistema de escritura para dicha lengua.
Cabe mencionar que algunas organizaciones religiosas han hecho un gran esfuerzo por unificar y popularizar dicho sistema de escritura. Un grupo que ha hecho significativos aportes a este idioma  es la comunidad cristiana Testigos de Jehová, gracias a su trabajo en la actualidad ya existen libros, publicaciones y hasta un sitio de internet en dicho idioma.